# Rudziczka (województwo opolskie)
Rudziczka (niem. Riegersdorf, cz. Rudička, Liheřovice) – wieś w Polsce położona w województwie opolskim, w powiecie prudnickim, w gminie Prudnik. Historycznie leży na Górnym Śląsku, na ziemi prudnickiej. Położona jest na terenie Wysoczyzny Bialskiej, będącej częścią Niziny Śląskiej. Przepływa przez nią potok Meszna.
W latach 1975–1998 miejscowość położona była w województwie opolskim.
Według danych na 2011 wieś była zamieszkana przez 911 osób.
Częściami wsi są: Gajówka, Włókna i Zimne Kąty.

## Geografia

### Położenie
Wieś jest położona w południowo-zachodniej Polsce, w województwie opolskim, około 12 km od granicy z Czechami, na Wysoczyźnie Bialskiej, tuż przy granicy gminy Prudnik z gminą Biała. Należy do Euroregionu Pradziad. Leży na wysokości 245–298 m n.p.m., na obszarze 895,84 ha. Leży na terenie Nadleśnictwa Prudnik (obręb Prudnik). Przez granice administracyjne wsi przepływa potok Meszna.

### Środowisko naturalne
W Rudziczce panuje klimat umiarkowany ciepły. Średnia temperatura roczna wynosi +7,9 °C. Duże zróżnicowanie dotyczy termicznych pór roku. Średnie roczne opady atmosferyczne w rejonie Rudziczki wynoszą 620 mm. Dominują wiatry zachodnie.

### Integralne części wsi
| SIMC    | Nazwa      | Rodzaj    |
| ------- | ---------- | --------- |
| 0502724 | Gajówka    | część wsi |
| 0502718 | Włókna     | część wsi |
| 0502730 | Zimne Kąty | część wsi |

## Nazwa
Nazwa wsi prawdopodobnie pochodzi od jej zasadźcy. W kronice łacińskiej Liber fundationis episcopatus Vratislaviensis (pol. Księga uposażeń biskupstwa wrocławskiego) spisanej w latach 1295–1305 miejscowość wymieniona jest w zlatynizowanej formie Ruderi villa. Od XVI wieku używano nazw w spolszczonej postaci Rudgerzowice, Ludgerzowice. W wydaniu śląskiego dziennika „Polonia” z 25 lutego 1929 wydawanego przez Wojciecha Korfantego, obok niemieckiej nazwy wsi zapisano używaną przez Polaków nazwę Ręgieszowice. 12 listopada 1946 r. nadano miejscowości polską nazwę Rudziczka.
W historycznych dokumentach nazwę miejscowości wzmiankowano w różnych językach oraz formach: Ruderi villa (ok. 1300), von Rodgeri villa (1319), Rudgeri villa (1337), Rudegeri villa (1350), Rudigirff, Rudgerzdorff (1388), Rudigersdorff (1402), Budgerivilla (1417), Rugersdorff (1435), Rudigersdorff (1447), Rudigersdorf (1465), Riegerssdorf, Rigerssdorff (1527), Ludgerzowicz (1531), Rügerstorff (1534), Rugersdorff (1552), Rügersdorf (1556), Rugerssdorf (1561), Rudgerzowicz (1566), Rügerssdorff (1577), Ruegersdorff (1586), Riegersdorff (1589), Rüegerssdorff (1597), villa Rigersdorf (1679), Rüegerssdorff (1696), Riegersdorff (1717), Riegersdorf (1724), Riegersdorf (1736), Riegersdorff (1743), Riegersdorf, hat 2 Antheile (1784), Riegersdorf, Antheil, gräfl. (1845), Rudziczka, Riegersdorf (1939), Riegersdorf – Rudziczka, -i, rudzicki (1946), Rudziczka, -ki (1982).

## Historia

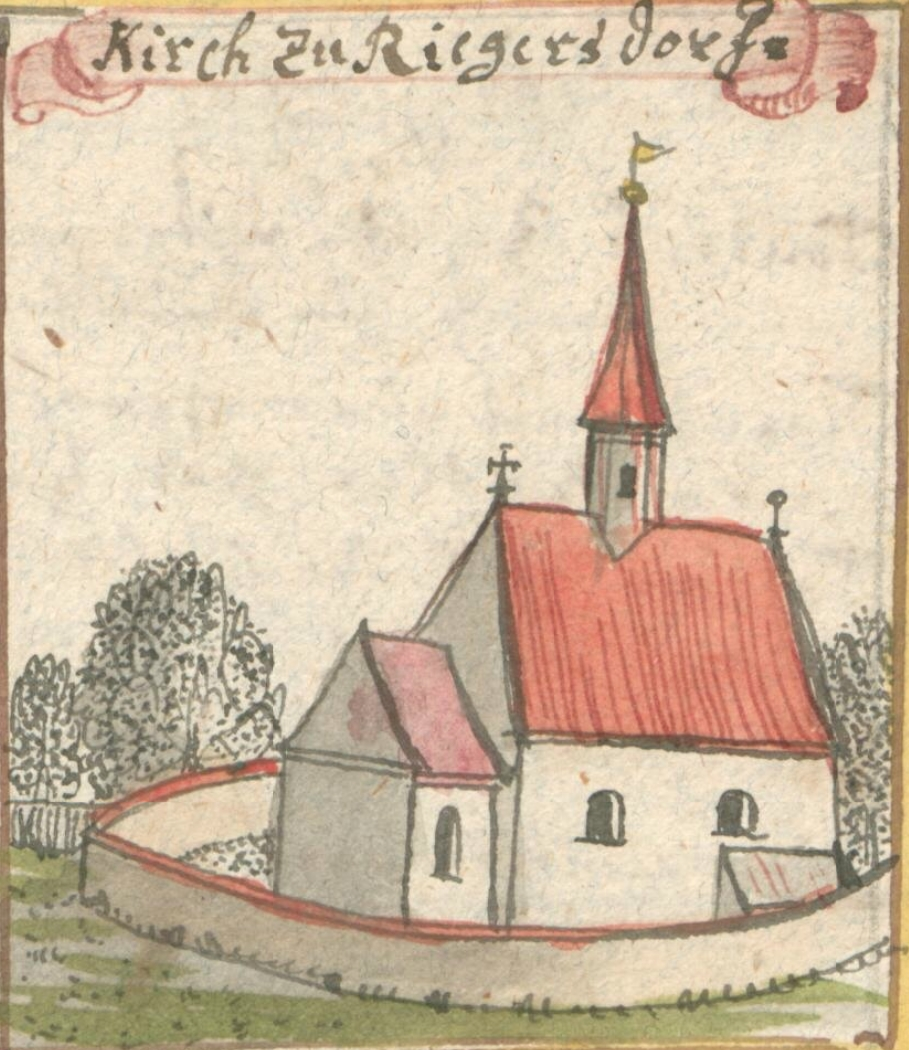
Rysunek kościoła w Rudziczce w XVIII w. autorstwa Friedricha Bernharda Wernera

Rudziczka została założona jako łańcuchówka podczas niemieckiego osadnictwa na Wschodzie w połowie XIII wieku. Pierwsza wzmianka o jej istnieniu pochodzi z 1305. W początkach XIV wieku Rudziczka należała do księstwa niemodlińskiego, następnie do opolskiego. Przez wieś prowadził szlak komunikacyjny z Nysy do Karniowa. Parafia katolicka w Rudziczce powstała na przełomie XIII i XIV wieku. Miejscowy kościół był wzmiankowany w 1337.

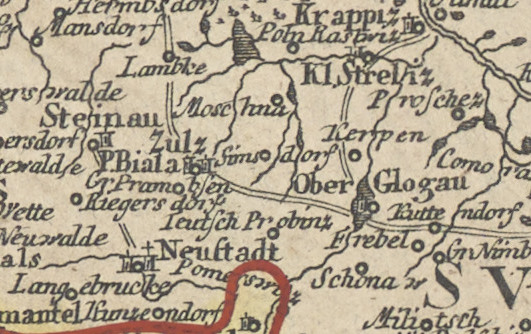
Rudziczka (Riegersdorf) wśród miejscowości ziemi prudnickiej na mapie z 1747

Część wsi była własnością arystokratycznej rodziny Mettichów z Prudnika. Wchodziła w skład dóbr zamku w Łące Prudnickiej. Do swojej śmierci w 1602 pastorem ewangelickim kościoła w Rudziczce był Stefan Henelius, ojciec Mikołaja Henela, uznawanego za najwybitniejszego przedstawiciela renesansowej historiografii śląskiej. Do 1742 wieś należała do powiatu sądowego prudnickiego w Monarchii Habsburgów. Po I wojnie śląskiej znalazła się w granicach Królestwa Prus i weszła w skład powiatu prudnickiego w prowincji Śląsk. Friedrich Albert Zimmermann w 1784 notował, że w Rudziczce odbywała się uprawa lnu.
W dokumentach sądowych opisana została sprawa powrotnika z Rudziczki (według germańskich wierzeń upiór powracający z zaświatów). Jego pojawienie się powiązano ze śmiercią jednego z miejscowych chałupników. Wezwany na miejsce kat wykopał jego ciało na cmentarzu przy kościele i pogrzebał je na skrzyżowaniu dróg (miejsce uważane za właściwe dla spoczynku ciał „niegodnych”). Działanie to nie przyniosło skutku, gdyż upiór wciąż nawiedzał mieszkańców. Kat wrócił i ponownie wykopał ciało z ziemi, po czym je spalił, jednocześnie wyklinając zwłoki. Po spaleniu ciała, duch miał przestać ukazywać się mieszkańcom.

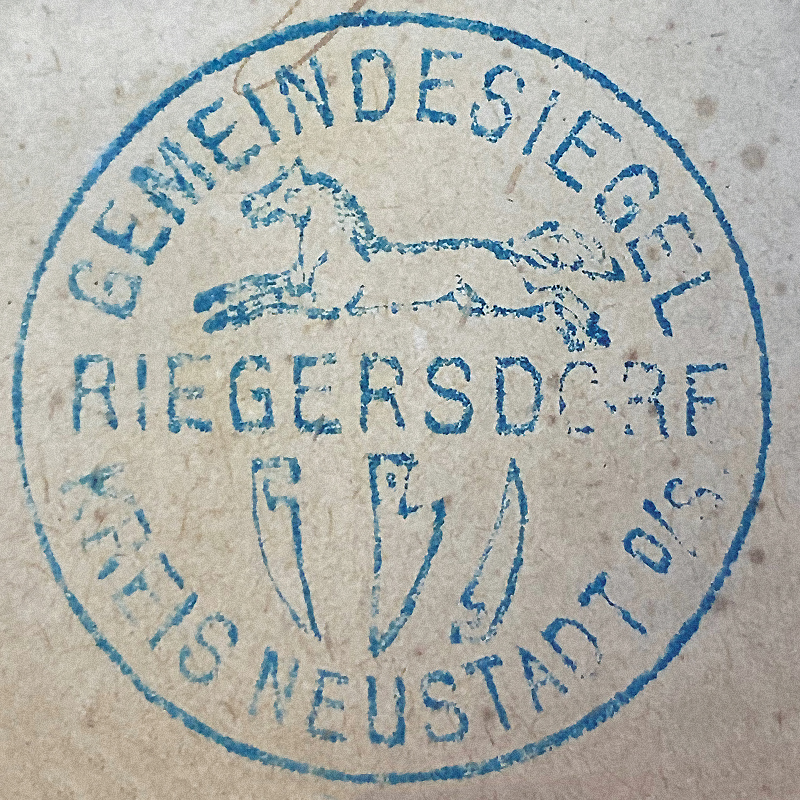
Pieczęć Rudziczki (1878)

Wieś posiadała swoją własną pieczęć, która przedstawiała w polu od góry konia w biegu w prawo, napis RIEGERSDORF, pod nim lemiesz w słup skierowany ostrzem w dół, po prawej ostrze kosy skierowane w dół, po lewej ostrze kosy skierowane w górę, a w otoku napis: GEMEINDESIEGEL / KREIS NEUSTADT O/S. (pol. Gmina Rudziczka / Powiat Prudnicki, Górny Śląsk). W 1861 roku we wsi mieszkało 1181 osób, w tym 880 katolików i 301 protestantów. Kościół był używany przez katolików od 1629 roku. Ewangelicy mieli swoją parafię najpierw w Szybowicach, a od 1910 w Mieszkowicach. Obecny kościół został zbudowany w latach 1801–1803. W 1906 część wsi była własnością Prudnika. Funkcjonowała w niej trzyklasowa szkoła katolicka i jednoklasowa ewangelicka oraz dwa cmentarze. Znajdowała się w niej mleczarnia, sklep Johanna Starkera, dwie cegielnie, jedna przy drodze z Prudnika do Ścinawy Małej, a druga w pobliżu zabudowań wsi przy głównej drodze. Na wschód od kościoła stał wiatrak.

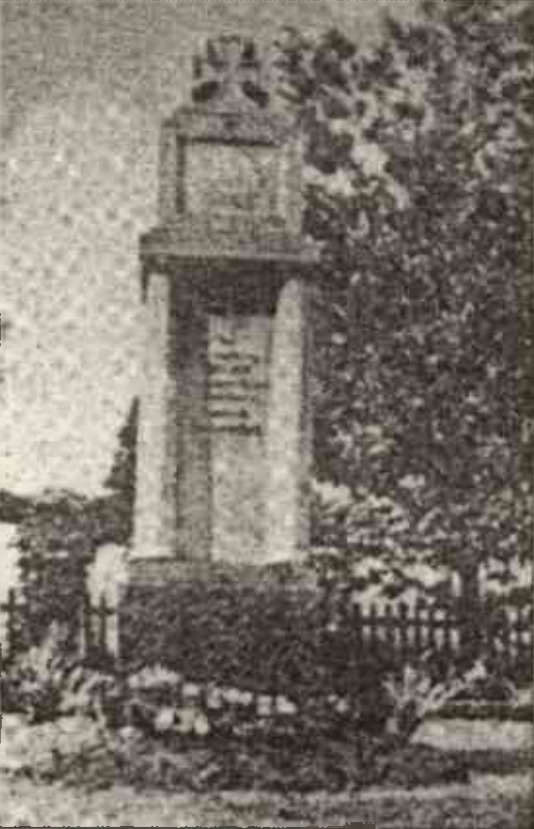
Pomnik upamiętniający mieszkańców wsi, którzy zginęli podczas I wojny światowej

Według spisu ludności z 1 grudnia 1910, na 1653 mieszkańców Rudziczki 1633 posługiwało się językiem niemieckim, 16 językiem polskim, 1 innym językiem, a 3 było dwujęzycznych. Po I wojnie światowej we wsi powstał pomnik upamiętniający mieszkańców wsi, którzy zginęli podczas niej. Został zniszczony po 1945. Rodzina Hermann postawiła przy strumieniu, na skraju lasu kamienny krzyż jako podziękowanie za szczęśliwy powrót z wojny jednego z jej członków. W wyborach do Zgromadzenia Narodowego 19 stycznia 1919, 69% mieszkańców Rudziczki oddało głos na Niemiecką Partię Centrum, 10% na Socjaldemokratyczną Partię Niemiec, a 20% na Niemiecką Narodową Partię Ludową. W 1921 w zasięgu plebiscytu na Górnym Śląsku znalazła się tylko część powiatu prudnickiego. Rudziczka znalazła się po stronie zachodniej, poza terenem plebiscytowym.

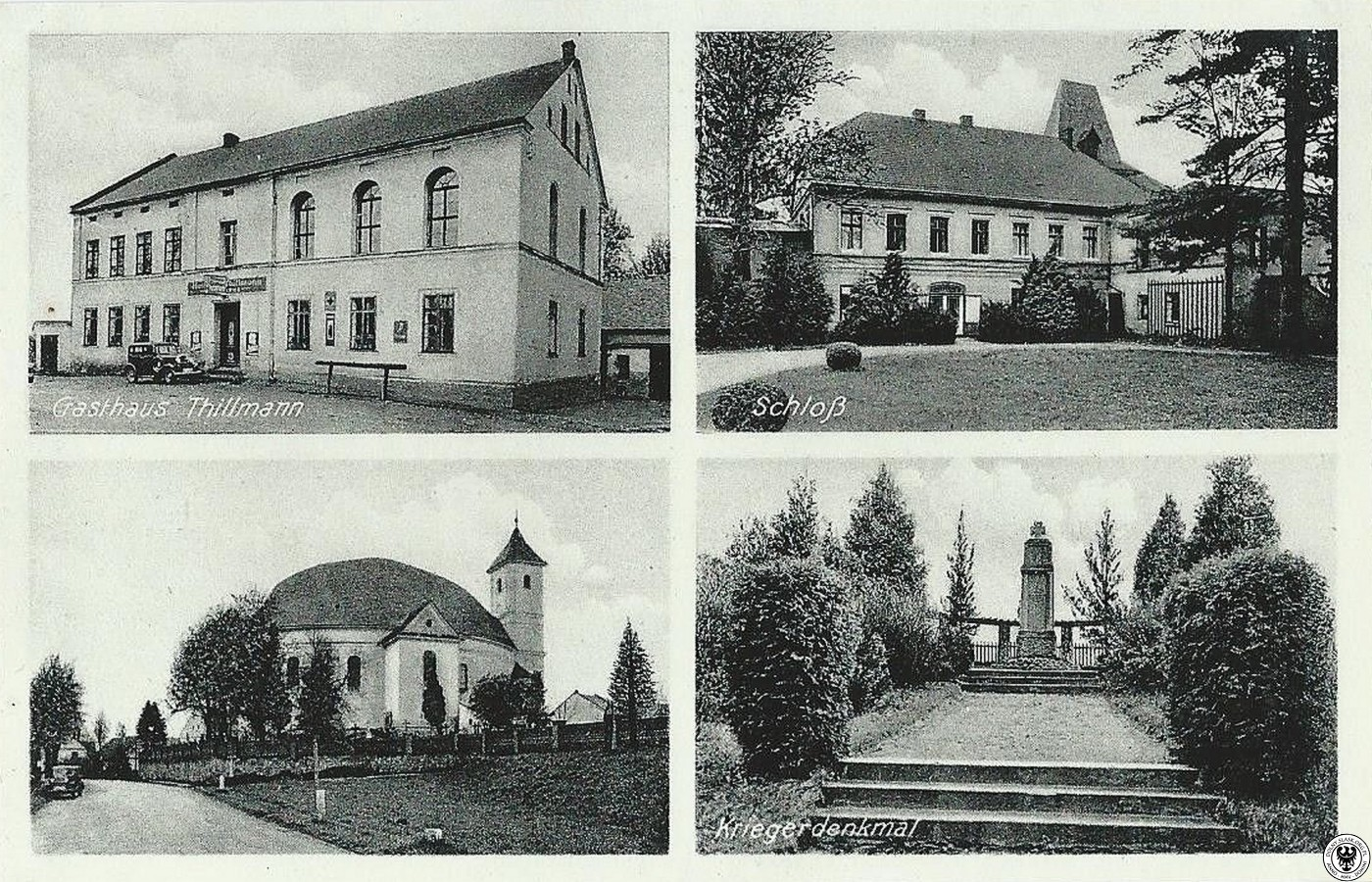
Pocztówka z Rudziczki z lat międzywojennych

Podczas II wojny światowej w Rudziczce znajdowało się niemieckie komando pracy dla polskich jeńców. Według Głównej Komisji Badania Zbrodni Niemieckich w Polsce, w Rudziczce zamordowano 1 obywatela Polski. W styczniu 1945 przez Rudziczkę przeszły kolumny więźniów niemieckich obozów koncentracyjnych. W toku tzw. „marszu śmierci” wiele osób zmarło lub zostało zamordowanych przez Niemców. W okolicy wsi powstał system umocnień polowych. W marcu 1945 wieś została poważnie zniszczona podczas bitwy o Prudnik. Żołnierze Armii Czerwonej zabili 113 mieszkańców, a kolejne 18 zmarło później na dur brzuszny. Podczas walki został uszkodzony dach kościoła. Według niemieckich raportów wojennych, czerwonoarmiści mieli dokonać „masowej egzekucji 40 kobiet i dziewcząt”. Na cmentarzu w Rudziczce utworzono zbiorowy grób mieszkańców zabitych przez żołnierzy Armii Czerwonej.
Od marca do maja 1945 powiat prudnicki znajdował się pod kontrolą radzieckiej komendantury wojskowej. 11 maja 1945 polska administracja przejęła władzę cywilną w powiecie prudnickim. Wówczas w Rudziczce została osiedlona część polskich repatriantów z Kresów Wschodnich – z Kałusza koło Stanisławowa na terenie obecnej Ukrainy. Niemieckojęzyczna ludność została wysiedlona na zachód.
W latach 1945–1950 Rudziczka należała do województwa śląskiego, a od 1950 do województwa opolskiego. W latach 1945–1954 wieś była siedzibą gminy Rudziczka, a w latach 1954–1972 gromady Rudziczka. Podlegała urzędowi pocztowemu w Prudniku.
W Rudziczce znajdował się posterunek Milicji Obywatelskiej. Jego komisarzami byli między innymi Misztal i Korkowski. Łącznie pracowało w nim siedmiu milicjantów. Ich środkiem transportu były niemieckie rowery. W sierpniu 1945 w Rudziczce przeprowadzono akcję zatrzymania Leonarda Cystszaka, podejrzanego o posiadanie dużej ilości broni i kontakt z niemiecką partyzantką. Ubrany po cywilnemu funkcjonariusz MO Henryk Dyrka zatrzymał i wyprowadził Cystszaka z domu. Cystszak, widząc na zewnątrz innych milicjantów w mundurach, wyrwał się i zaczął uciekać. Szofer milicyjnego auta oddał strzał do Cystszaka, którym jednak trafił Derkę. Derka zmarł po nieudanym zabiegu w szpitalu w Prudniku, podczas którego zgasło światło z powodu awarii. 6 października 1946 w Rudziczce powstała pierwsza w powiecie prudnickim gminna Rada Narodowa. Jej przewodniczącym został T. Lewit. W 1950 dyrektorstwo szpitala w Prudniku utworzyło izbę porodową w Rudziczce.
Kościół został odnowiony, jego wieża otrzymała strzelisty dach. W 1949 rozpoczęto budowę nowej szkoły. W 1948 powstała orkiestra dęta z Rudziczki. W 1999 Rudziczka przystąpiła do Programu Odnowy Wsi Opolskiej.
Podczas powodzi 13 września 2024 wieś została częściowo zalana.

### Przynależność państwowa i administracyjna
| Okres     |                                                                                | Państwo                           | Zwierzchnictwo                    | Jednostka administracyjna                                                |
| --------- | ------------------------------------------------------------------------------ | --------------------------------- | --------------------------------- | ------------------------------------------------------------------------ |
| 1305–1313 |                                                                                | Księstwo opolskie                 | Księstwo opolskie                 |                                                                          |
| 1313–1382 |                                                                                | Księstwo niemodlińskie            | Księstwo niemodlińskie            |                                                                          |
| 1382–1424 |                                                                                | Księstwo niemodlińsko-strzeleckie | Księstwo niemodlińsko-strzeleckie |                                                                          |
| 1424–1460 |                                                                                | Księstwo głogówecko-prudnickie    | Księstwo głogówecko-prudnickie    |                                                                          |
| 1460–1521 |                                                                                | Księstwo opolskie                 | Księstwo opolskie                 |                                                                          |
| 1521–1532 |                                                                                | Księstwo opolsko-raciborskie      | Księstwo opolsko-raciborskie      | księstwo opolskie                                                        |
| 1532–1742 | Monarchia Habsburgów                                                           | Monarchia Habsburgów              | Święte Cesarstwo Rzymskie         | księstwo opolsko-raciborskie, powiat sądowy prudnicki                    |
| 1742–1806 |                                                                                | Królestwo Prus                    | Święte Cesarstwo Rzymskie         | kamera wrocławska, departament wrocławski, powiat prudnicki              |
| 1806–1815 |                                                                                | Królestwo Prus                    | Królestwo Prus                    | kamera wrocławska, departament wrocławski, powiat prudnicki              |
| 1815–1871 | prowincja Śląsk, rejencja opolska, powiat prudnicki                            | Królestwo Prus                    | Królestwo Prus                    |                                                                          |
| 1871–1918 | Cesarstwo Niemieckie                                                           | Cesarstwo Niemieckie              | Cesarstwo Niemieckie              | Królestwo Prus, prowincja Śląsk, rejencja opolska, powiat prudnicki      |
| 1918–1919 |                                                                                | Republika Weimarska               | Republika Weimarska               | Wolne Państwo Prusy, prowincja Śląsk, rejencja opolska, powiat prudnicki |
| 1919–1933 | Wolne Państwo Prusy, prowincja Górny Śląsk, rejencja opolska, powiat prudnicki | Republika Weimarska               | Republika Weimarska               |                                                                          |
| 1933–1938 | Wolne Państwo Prusy, prowincja Górny Śląsk, rejencja opolska, powiat prudnicki | III Rzesza                        | III Rzesza                        | III Rzesza                                                               |
| 1938–1941 | Wolne Państwo Prusy, prowincja Śląsk, rejencja opolska, powiat prudnicki       | III Rzesza                        | III Rzesza                        | III Rzesza                                                               |
| 1941–1945 | Wolne Państwo Prusy, prowincja Górny Śląsk, rejencja opolska, powiat prudnicki | III Rzesza                        | III Rzesza                        | III Rzesza                                                               |
| 1945–1946 |                                                                                | Rzeczpospolita Polska             | Rzeczpospolita Polska             | Okręg I (Śląsk Opolski)                                                  |
| 1946–1950 | województwo śląskie, powiat prudnicki, gmina Rudziczka                         | Rzeczpospolita Polska             | Rzeczpospolita Polska             |                                                                          |
| 1950–1952 | województwo opolskie, powiat prudnicki, gmina Rudziczka                        | Rzeczpospolita Polska             | Rzeczpospolita Polska             |                                                                          |
| 1952–1954 | województwo opolskie, powiat prudnicki, gmina Rudziczka                        |                                   | Polska Rzeczpospolita Ludowa      | Polska Rzeczpospolita Ludowa                                             |
| 1954–1973 | województwo opolskie, powiat prudnicki, gromada Rudziczka                      |                                   | Polska Rzeczpospolita Ludowa      | Polska Rzeczpospolita Ludowa                                             |
| 1973–1975 | województwo opolskie, powiat prudnicki, gmina Prudnik                          |                                   | Polska Rzeczpospolita Ludowa      | Polska Rzeczpospolita Ludowa                                             |
| 1975–1989 | województwo opolskie, gmina Prudnik                                            |                                   | Polska Rzeczpospolita Ludowa      | Polska Rzeczpospolita Ludowa                                             |
| 1989–1998 | województwo opolskie, gmina Prudnik                                            | Polska                            | Rzeczpospolita Polska             | Rzeczpospolita Polska                                                    |
| od 1999   | województwo opolskie, powiat prudnicki, gmina Prudnik                          | Polska                            | Rzeczpospolita Polska             | Rzeczpospolita Polska                                                    |

## Mieszkańcy
Miejscowość zamieszkiwana jest przez ludność napływową, przybyłą na Śląsk z Kresów Wschodnich po 1945 w wyniku przymusowych przesiedleń ludności polskiej.
Według Narodowego Spisu Powszechnego w 2011 Rudziczka liczyła 911 mieszkańców, co czyni ją czwartą pod względem wielkości wsią gminy Prudnik.

### Liczba mieszkańców wsi
- 1860 – 1000[49]
- 1861 – 1181[12]
- 1871 – 1157[50]
- 1885 – 1537[51]
- 1905 – 1306[52]
- 1937 – 1246[30]
- 1933 – 1235[53]
- 1939 – 1460[53]
- 1940 – 1462[54]
- 1966 – 1070[55]
- 1998 – 947[56]
- 2002 – 903[56]
- 2009 – 923[56]
- 2011 – 911[56]
- 2013 – 884[57]

## Zabytki

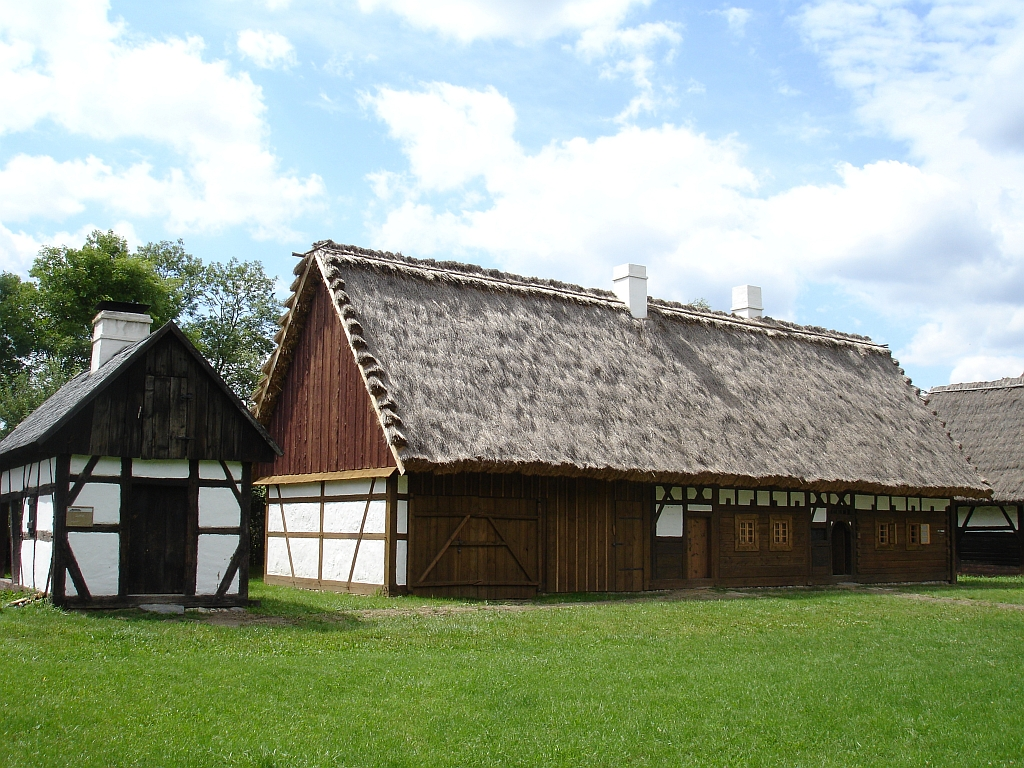
Stodoła z Rudziczki z 1830 w Muzeum Wsi Opolskiej

Do wojewódzkiego rejestru zabytków wpisane są:
- kościół par. pw. Świętej Trójcy, z l. 1801–1803, wypisany z księgi rejestru
- kaplica, z XIX w., wypisana z księgi rejestru
- kapliczki I, II
- dom zakonny elżbietanek, nr 193, 1913 r.
- piec piekarski z 1840 r., przeniesiony do Muzeum Wsi Opolskiej w Opolu
- stodoła, z 1830 r., przeniesiona do Muzeum Wsi Opolskiej w Opolu

Zgodnie z gminną ewidencją zabytków w Rudziczce chronione są ponadto:
- kapliczka przy kościele
- ogrodzenie kościoła z reliktami cmentarza
- cmentarz z ogrodzeniem
- karczma, ob. dom nr 210
- dzwonnica obok cmentarza
- dom i stodoła, nr 29
- domy, nr: 118, 127, 145, 158
- kuźnia, nr 163
- zagroda, nr 207
- plebania, nr 216

## Gospodarka

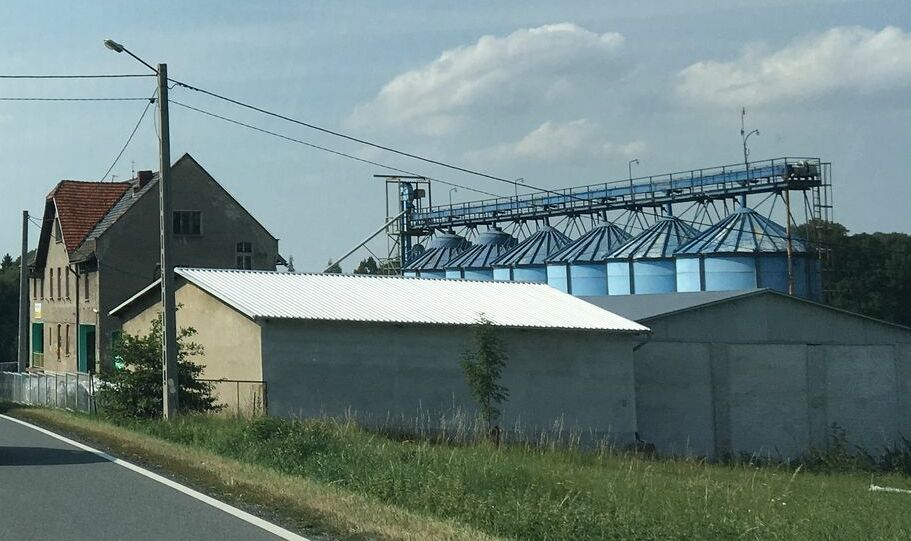
Koragro sp. z o.o.

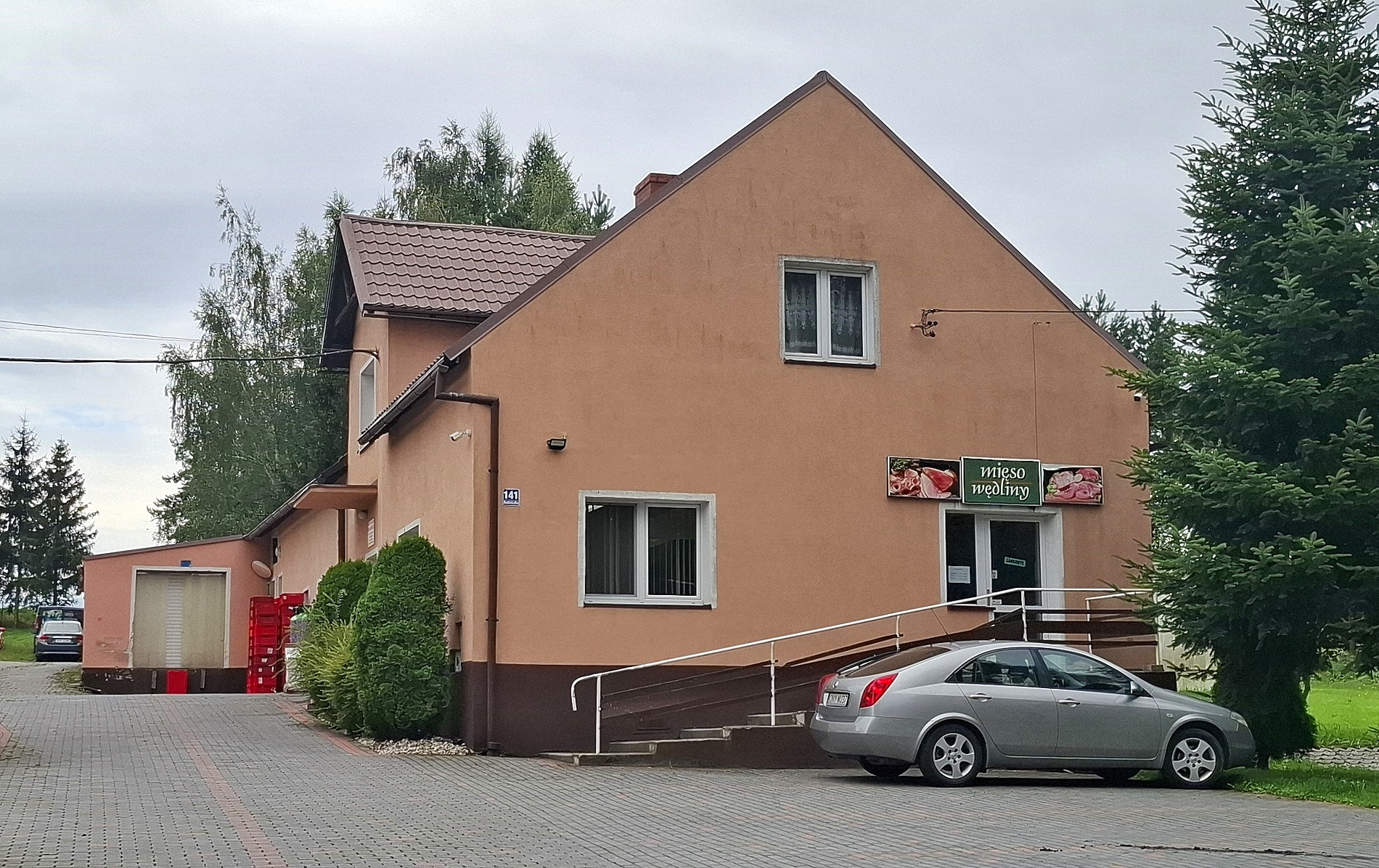
Zakład mięsny „Rudziczka”

Wieś ma charakter rolniczy. Powierzchnie gospodarstw liczą od 2 do 10 ha. Głównymi uprawami są tutaj rzepak, buraki cukrowe, ziemniaki i pszenica. W Rudziczce znajduje się zakład produkcyjny zakładu mięsnego „Rudziczka”, założonego w 2000.
W czerwcu 2025 na obszarze 900 ha między wsiami Szybowice, Rudziczka i Mieszkowice powstała Farma Wiatrowa Szybowice. Inwestorem była spółka Energa Green Development, należąca do grupy kapitałowej Orlen.
We wsi znajdują się m.in. placówki handlowe sieci: Lewiatan, Delikatesy Premium.
Rudziczka wraz z całą gminą Prudnik podlega pod inspektorat ZUS w Prudniku.

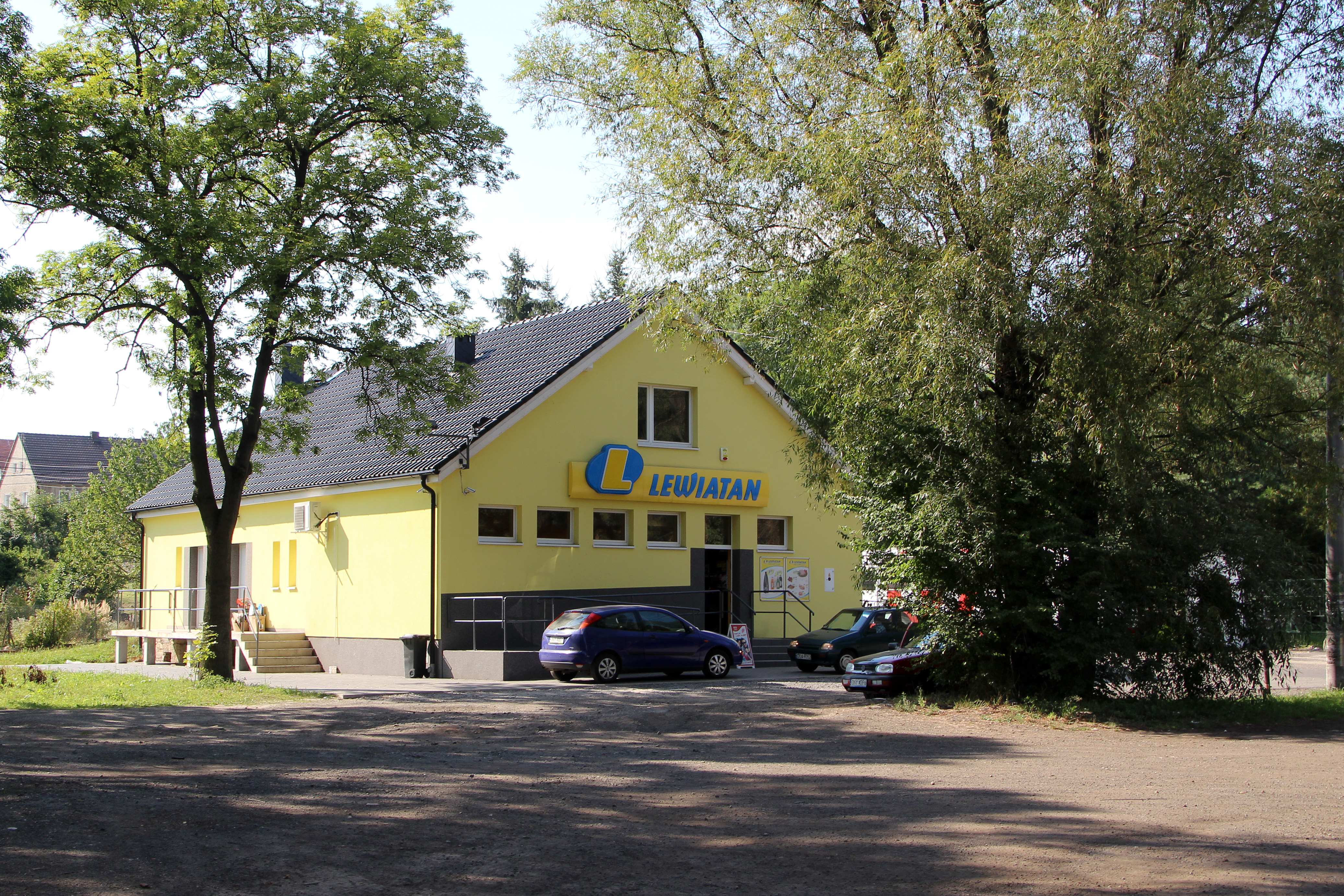
Lewiatan
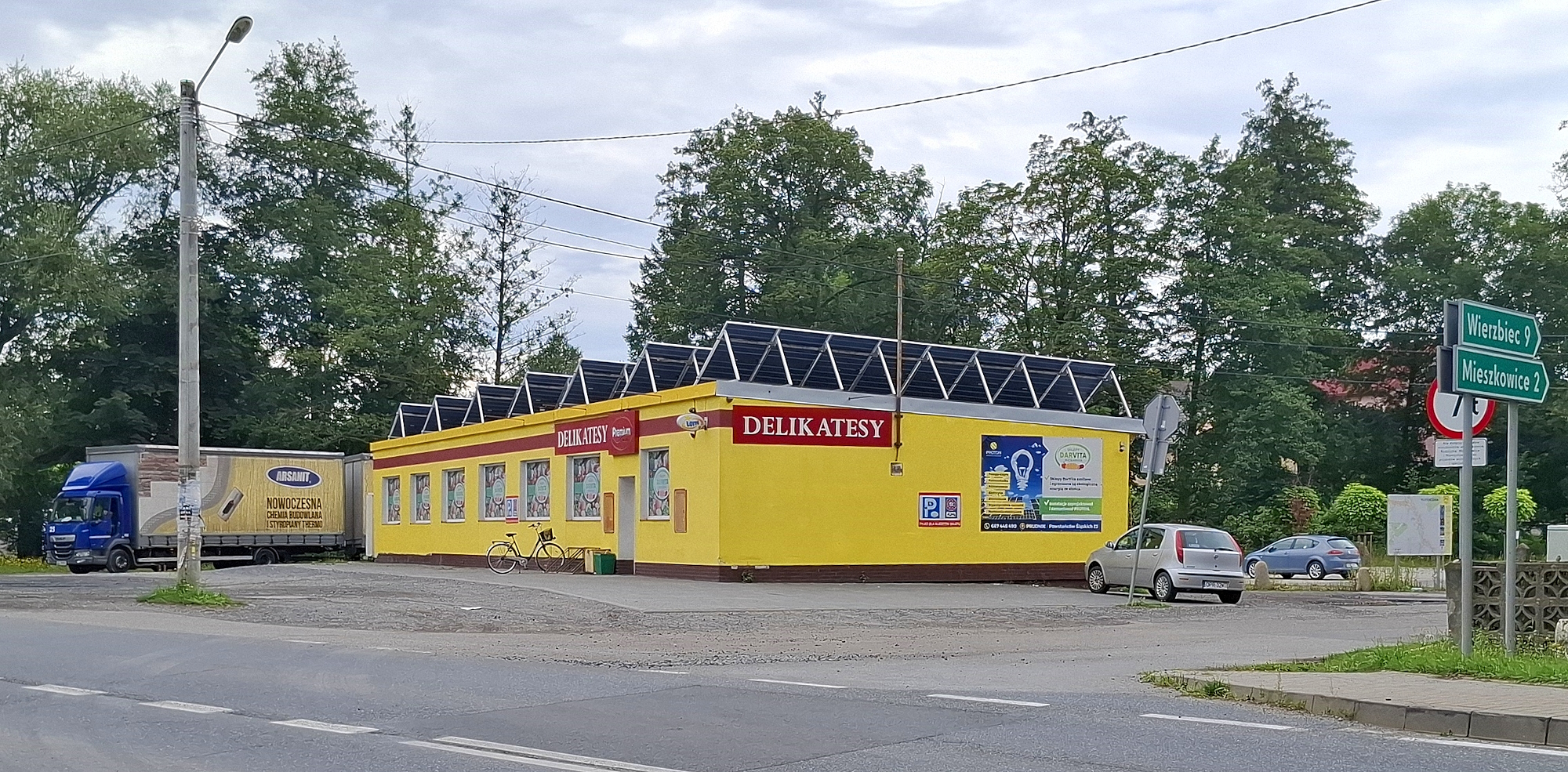
Delikatesy Premium

## Transport

### Transport drogowy
Przez Rudziczkę przebiega droga krajowa
- 41 Nysa – Prudnik – granica z Czechami w Trzebinie

W zarządzie Wydziału Drogownictwa Starostwa Powiatowego w Prudniku znajdują się drogi powiatowe: nr 1530O relacji Korfantów – Rudziczka oraz nr 1611O relacji Wierzbiec – Szybowice – Mieszkowice – Rudziczka.

### Transport autobusowy

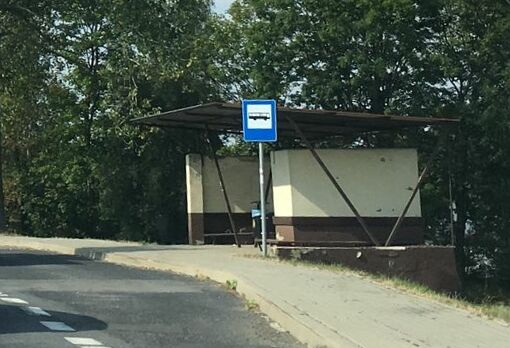
Przystanek autobusowy

Rudziczka posiada połączenia autobusowe z Gryżowem, Mieszkowicami, Nysą, Piorunkowicami, Prudnikiem, Przydrożem Małym, Ścinawą Małą. We wsi znajduje się dziewięć przystanków autobusowych – „Rudziczka 01", „Rudziczka 02", „Rudziczka 03", „Rudziczka 04", „Sklep”, „Skrz.”, „Szkoła”, „Włókno 01", „Włókno 02".
Transport autobusowy w Rudziczce obsługiwany był przez PKS Prudnik. W 2004 prudnicki PKS został sprywatyzowany z udziałem Connex Polska. W 2008, w wyniku połączenia spółek PKS Connex Prudnik i PKS Connex Kędzierzyn-Koźle, utworzona została spółka Veolia Transport Opolszczyzna, w 2013 przejęta przez Arriva Bus Transport Polska. W 2019 Arriva wycofała się z Prudnika. Wówczas organizacją przewozów pasażerskich w Rudziczce i okolicy zajęły się ościenne PKS-y. W grudniu 2021 powołano Powiatowo-Gminny Związek Transportu „Pogranicze”, mający na celu poprawę jakości transportu.

## Oświata

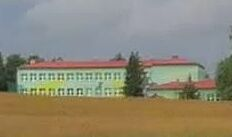
Zespół Szkolno-Przedszkolny

W Rudziczce znajduje się Zespół Szkolno-Przedszkolny.

## Kultura

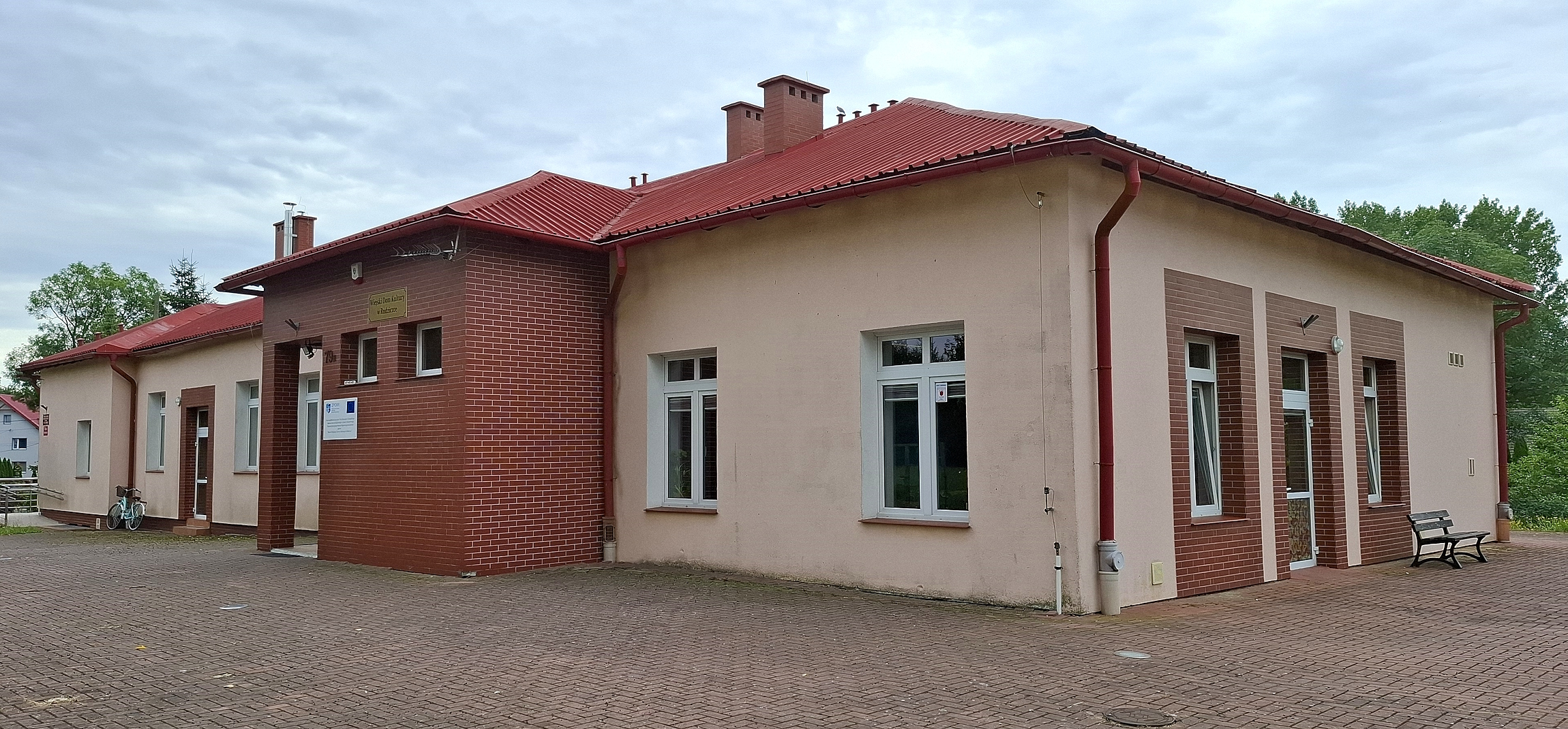
Wiejski Dom Kultury

We wsi znajduje się Wiejski Dom Kultury i filia Biblioteki Publicznej w Prudniku.

## Religia
W Rudziczce znajduje się katolicki kościół Trójcy Świętej, który jest siedzibą parafii Trójcy Świętej (dekanat Prudnik). W kompleksie leśnym na północny zachód od wsi znajduje się źródło, wokół którego w 1846 zbudowano stacje drogi krzyżowej w postaci kapliczek, ufundowane przez Emanuela Sauera, który w ten sposób chciał podziękować Bogu za wyleczenie z ciężkiej choroby jego małżonki. W miejscu tym okazjonalnie odbywają się nabożeństwa.

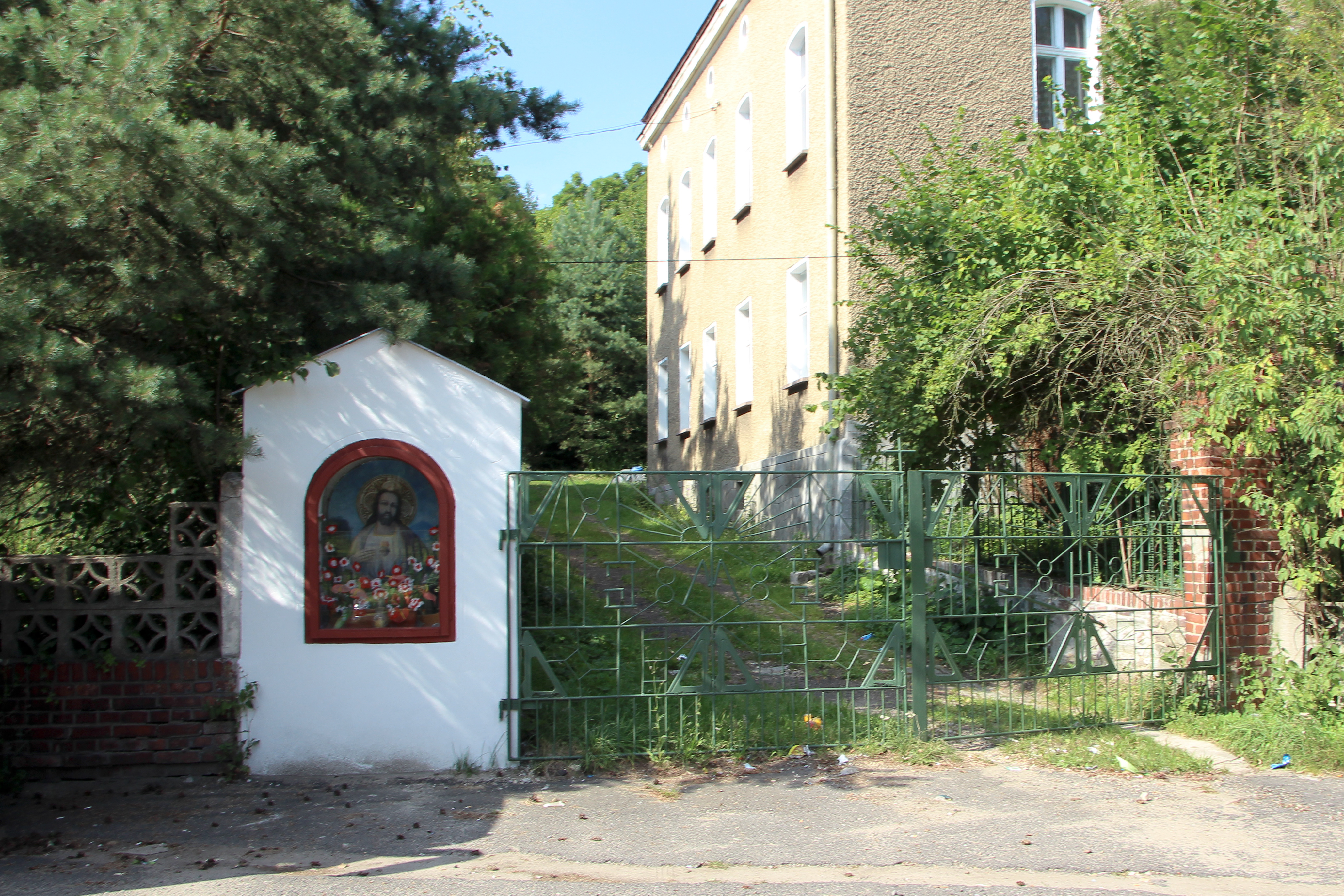
Kapliczka
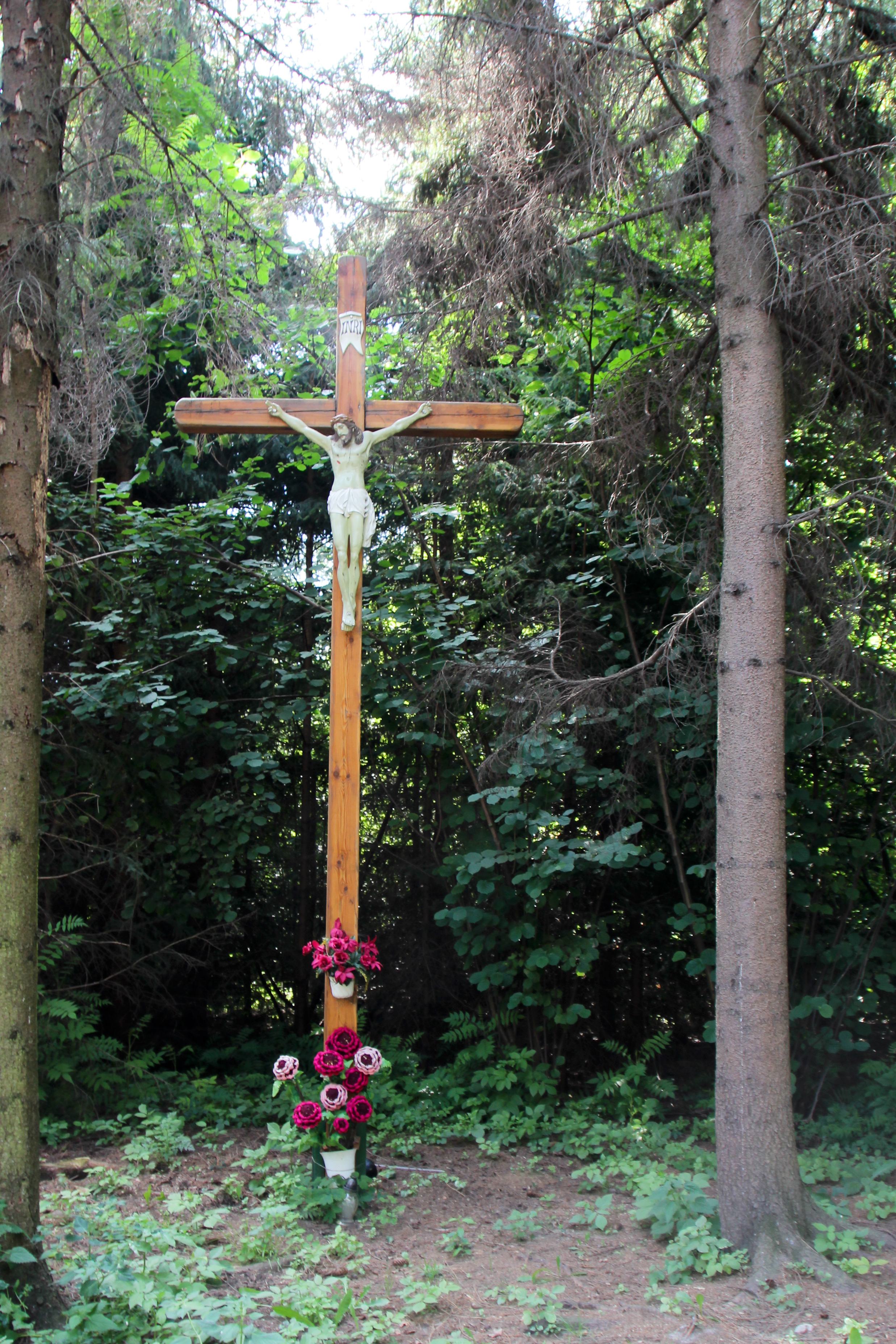
Krzyż przydrożny
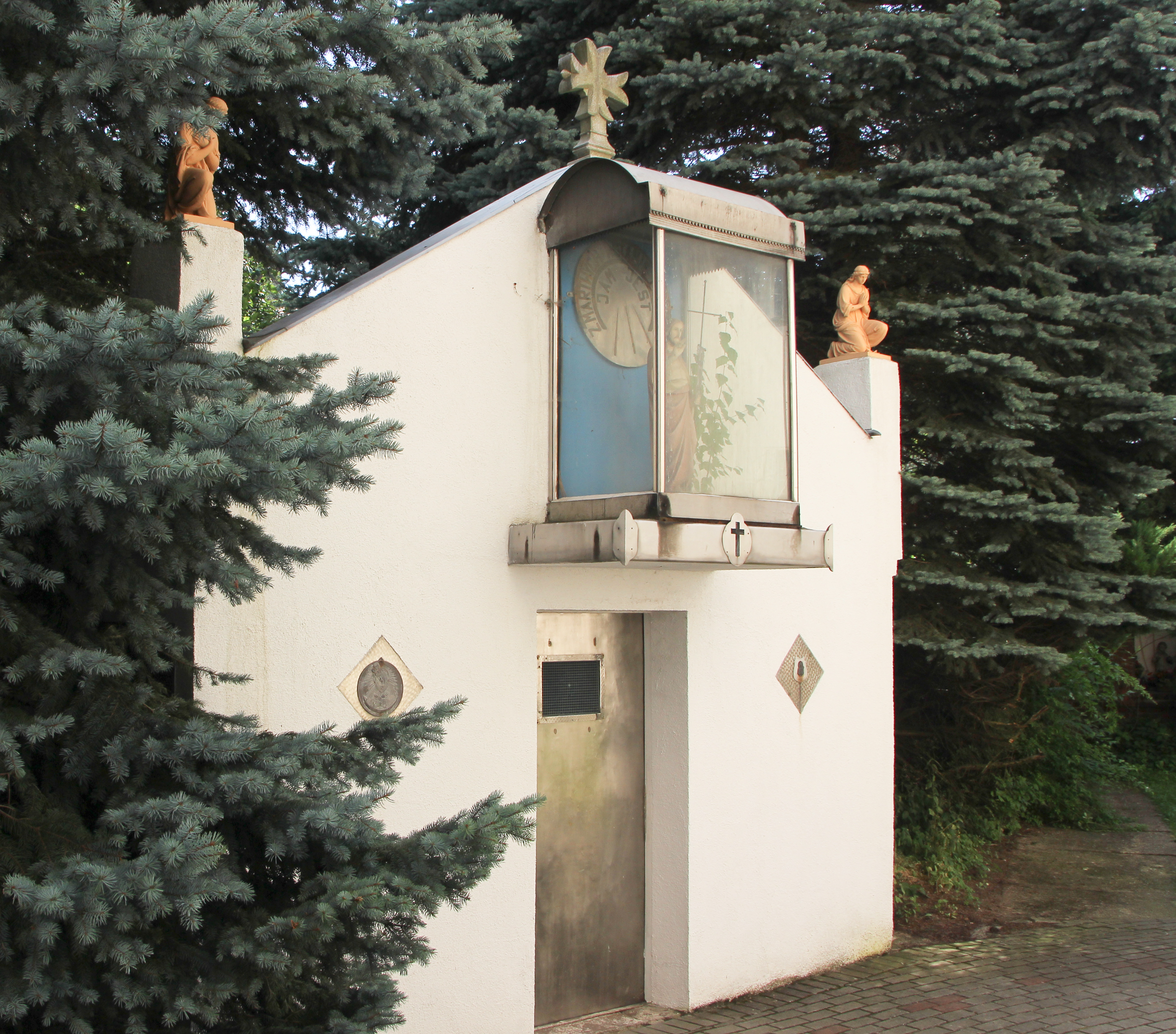
Kaplica Zmartwychwstania
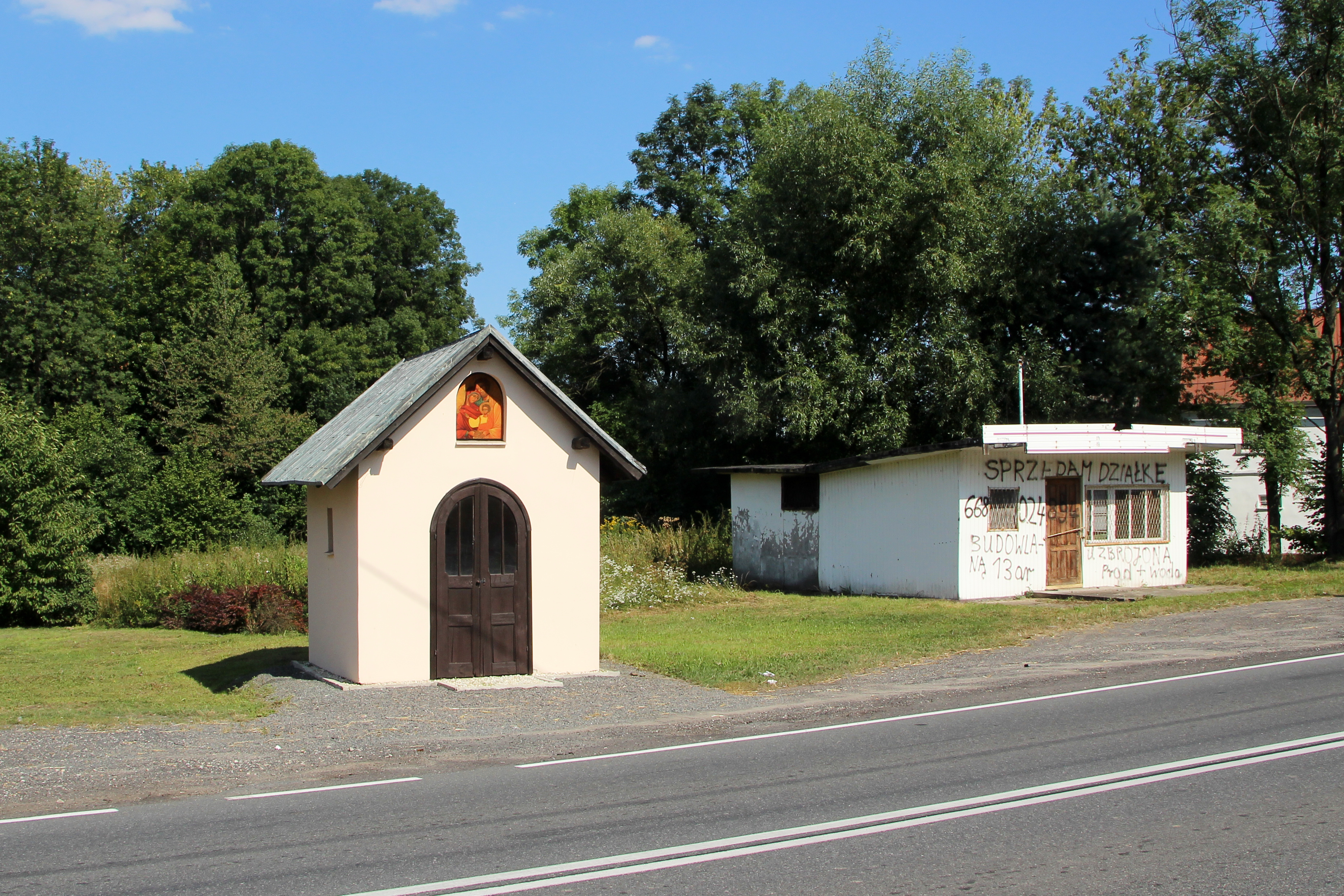
Kaplica
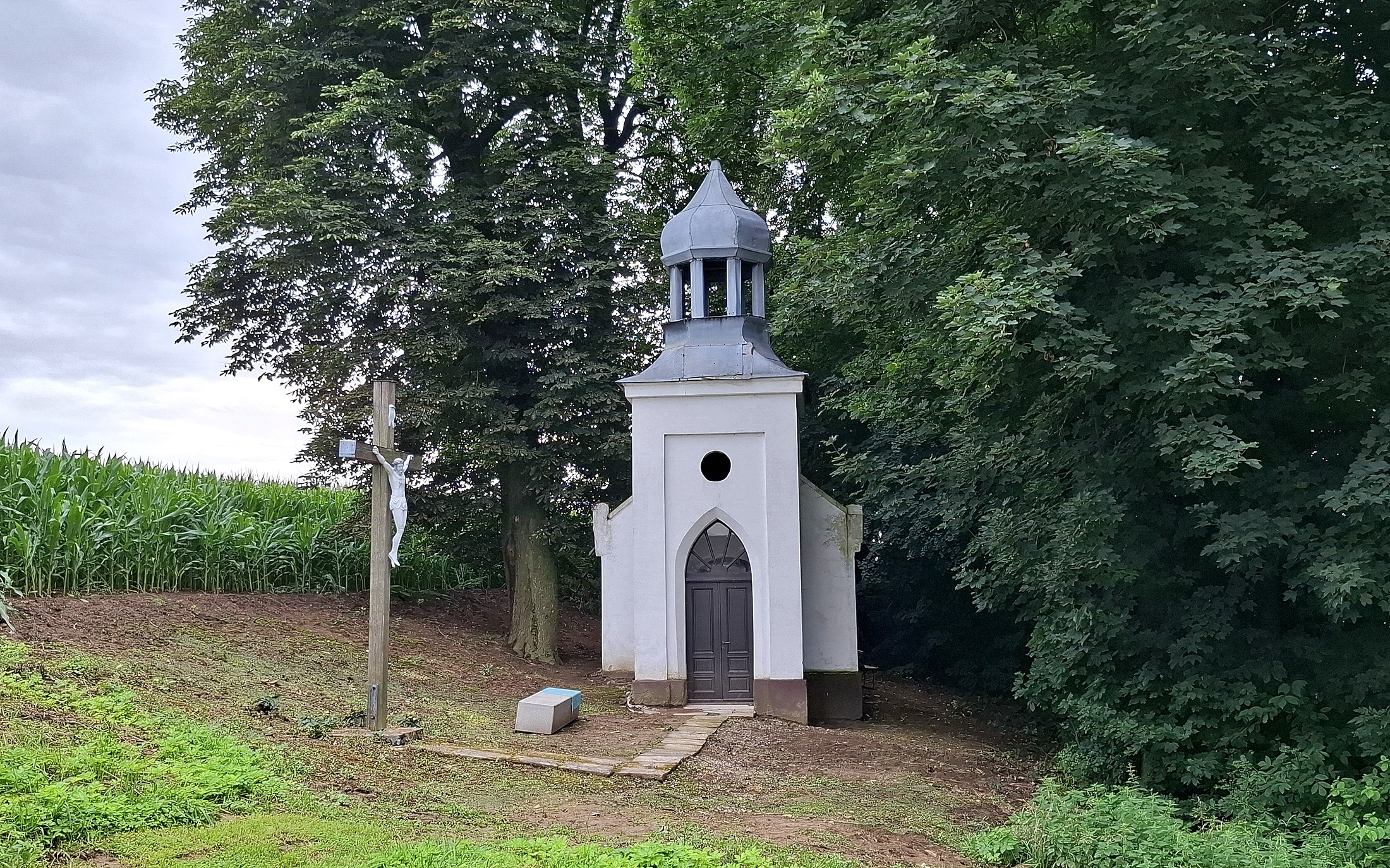
Kaplica we Włóknach

## Sport

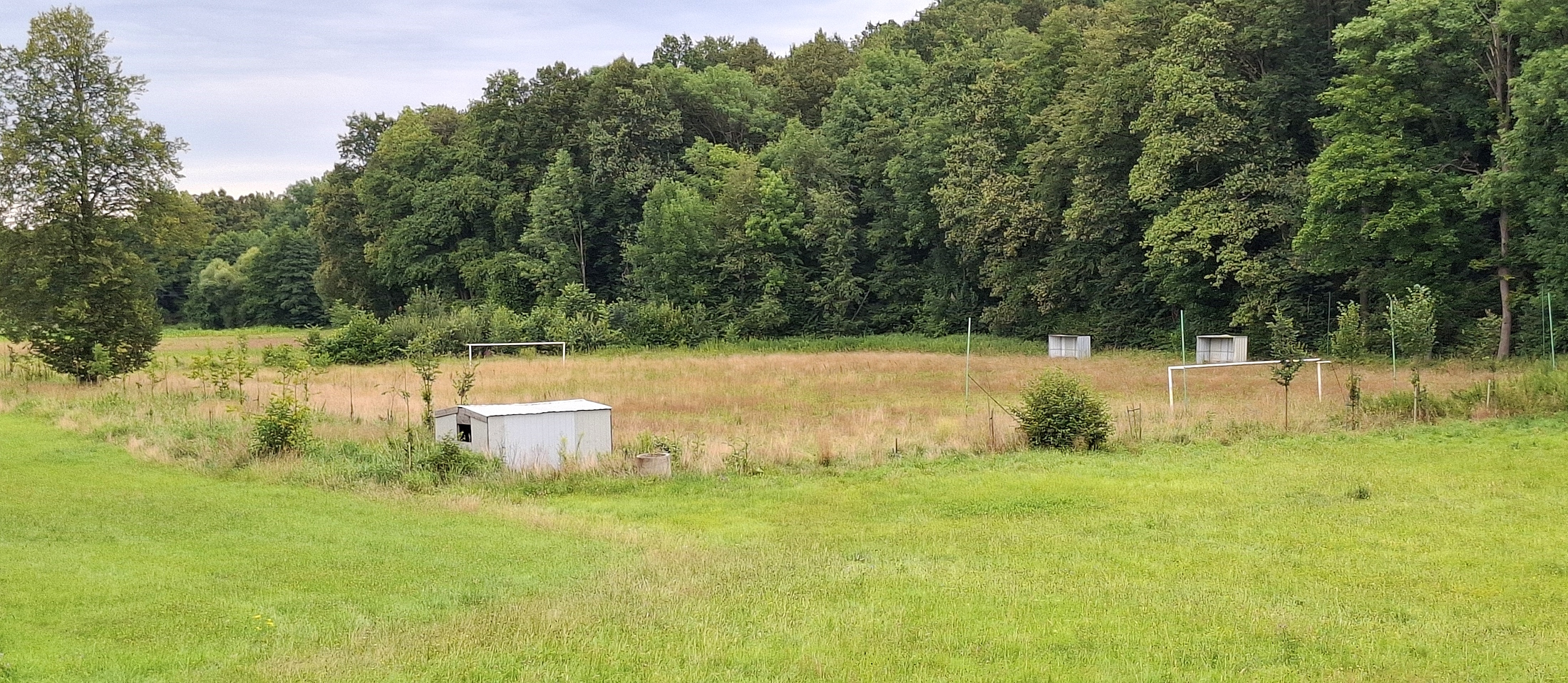
Boisko

We wsi funkcjonuje reaktywowany w 2015 roku klub piłkarski LZS Rudziczka, który obecnie gra w klasie B, w grupie Opole XI.

## Turystyka

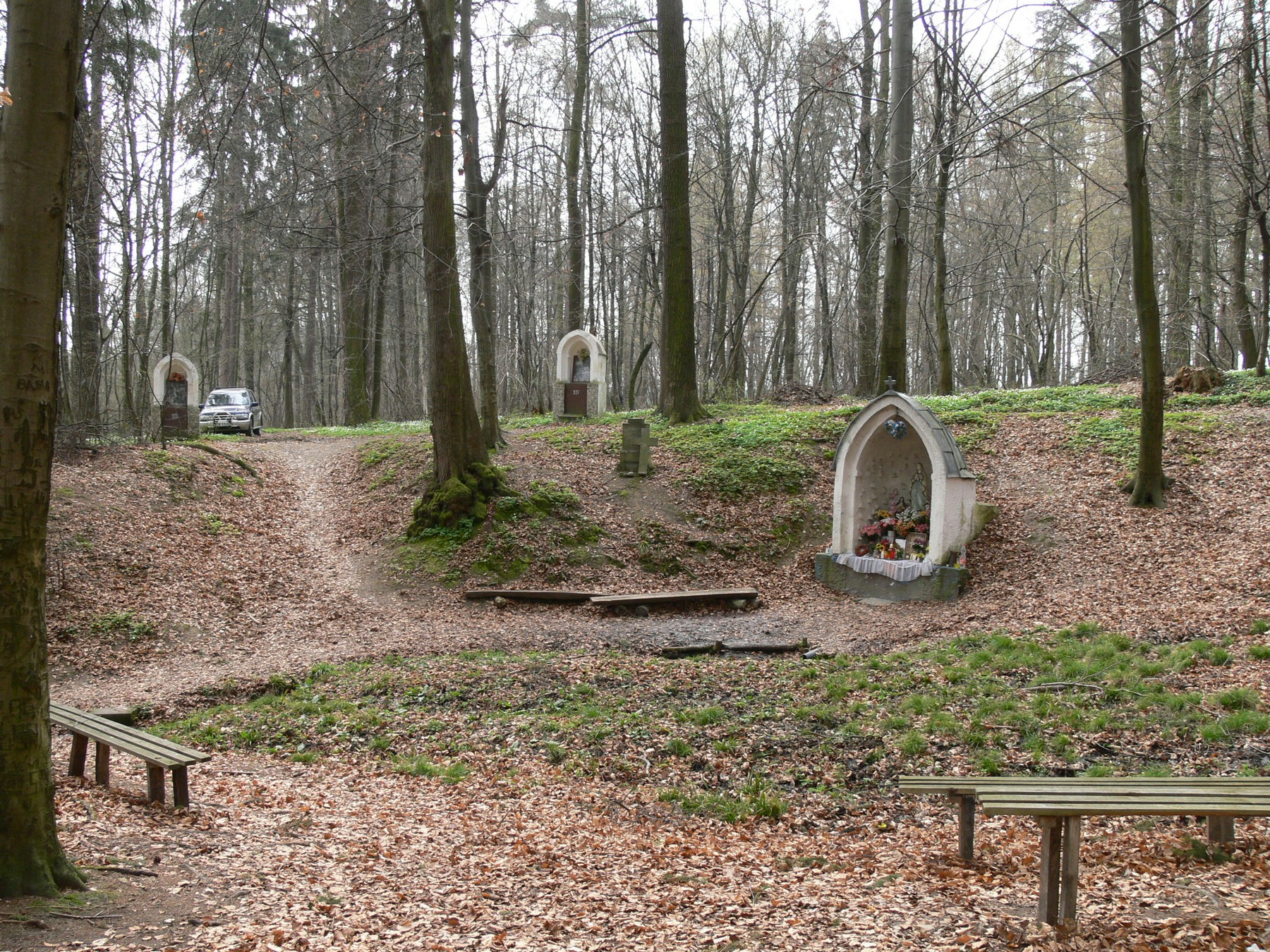
„Cudowne źródełko” w Rudziczce

Atrakcją turystyczną wsi jest źródło otoczone kapliczkami w pobliskim kompleksie leśnym. Zgodnie z legendą, ma mieć ono właściwości lecznicze. Las posiada walory krajobrazowe, przyrodnicze i kulturowe. Już w XVIII wieku okoliczni mieszkańcy w niedziele i święta spotykali się tu na wspólnych zabawach. Kobiety obmywały w wodzie ze źródła swoje lica, aby były gładkie i rumiane. Polscy mieszkańcy przybyli do Rudziczki po 1945 przyjęli przedwojenny kult źródełka. W sąsiedztwie źródła oraz w dolinie strumienia występuje lilia złotogłów. Miejscami rośnie barwinek pospolity, dawniej stosowany w ziołolecznictwie ludowym. W kilku miejscach kompleksu występuje leczniczy kopytnik pospolity.
Oddział PTTK „Sudetów Wschodnich” w Prudniku ustanowił turystyczną Odznakę Krajoznawczą Ziemi Prudnickiej, którą zdobywa się poprzez zwiedzenie odpowiedniej liczby obiektów w miejscowościach położonych na ziemi prudnickiej, w tym w Rudziczce.

## Bezpieczeństwo

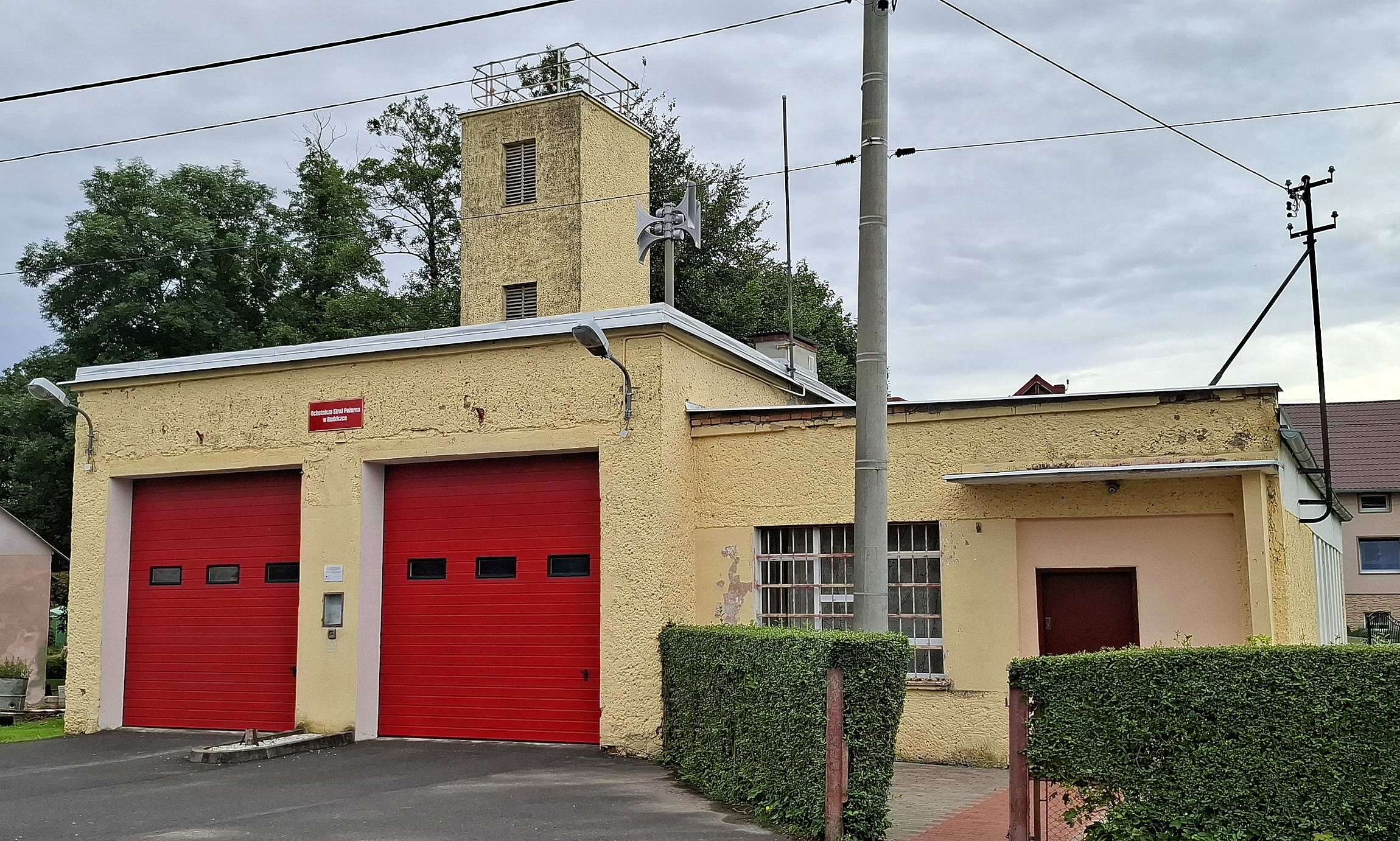
Remiza OSP Rudziczka

W zakresie ochrony przeciwpożarowej oraz innych miejscowych zagrożeń w Rudziczce działa jednostka Ochotniczej Straży Pożarnej, zrzeszona w Związku Ochotniczych Straży Pożarnych RP w Prudniku.
Miejscowość jest pod opieką dzielnicowego rejonu służbowego nr 7 Komendy Powiatowej Policji w Prudniku.
Teren wsi, jak i całej gminy Prudnik, położony jest w strefie nadgranicznej w związku z czym Straż Graniczna dysponuje, na tym obszarze, specjalnymi kompetencjami w zakresie bezpieczeństwa. Gminę Prudnik obejmuje zasięgiem służbowym placówka Straży Granicznej w Opolu ze Śląskiego Oddziału SG.

## Lista sołtysów Rudziczki
- Róża Krasoń (1945)
- Władysław Lęgowik (1945–1946)
- Piotr Gacek (1946–1948)
- Kazimierz Gemza (1948–1954)
- Czesław Małek
- Bronisław Suszczyński
- Władysław Kmuk (?–1991)
- Stanisław Nowakowski (1991–1997)
- Janina Stanisz (1997–2015)[30]
- Andrzej Włosek[85]

## Ludzie związani z Rudziczką
- Sabina Thienel (1909–1945) – zakonnica, zabita przez żołnierzy Armii Czerwonej, błogosławiona Kościoła katolickiego, urodzona w Rudziczce
- Ludwik Rutyna (1917–2010) – ksiądz katolicki, działacz kresowy, proboszcz parafii w Rudziczce
- Franciszek Surmiński (1934–2021) – kolarz i trener kolarstwa, mistrz Polski, zamieszkały w Rudziczce